# Jan Mende
Jan Mende (* 3. Februar 1964 in Berlin-Mitte) ist ein deutscher Museologe und Historiker, er ist Kurator des Museums Knoblauchhaus in Berlin. Sein Forschungsschwerpunkt liegt auf der Kunst und Lebenspraxis der Aufklärung und Goethezeit, mit einem Fokus auf Bildhauerei, Kunstgewerbe und Interieur. Er forscht zu Persönlichkeiten wie Karl Friedrich Schinkel, Johann Gottfried Schadow und Alexander von Humboldt.

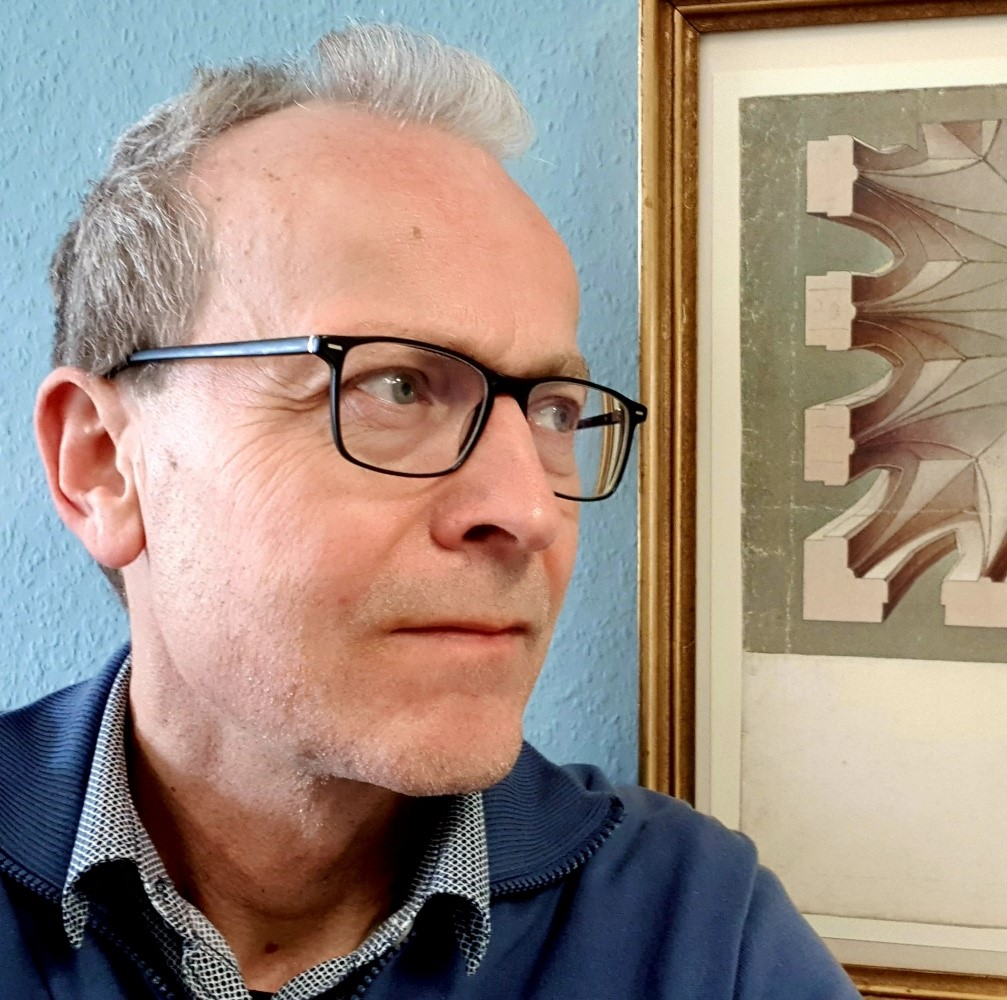
Jan Mende, 2024

## Leben
Jan Mende absolvierte eine mit dem Abitur verbundene Ausbildung zum Tiefdrucker in Berlin und studierte zwischen 1985 und 1988 an der  Fachschule für Museologen in Leipzig (heute HTWK Leipzig). 2013 wurde er am Historischen Institut der Universität Potsdam mit der Dissertation Tobias Chr. Feilner. Kunst und Industrie im Zeitalter Schinkels promoviert.
Ab 1988 am Märkischen Museum beschäftigt, war er zunächst Sammlungsassistent am Berliner Handwerksmuseum. In der Stiftung Stadtmuseum Berlin übernahm Mende ab 1998 kuratorische und projektleitende Tätigkeiten im Rahmen von Ausstellungen und Publikationsprojekten, zwischenzeitlich war er als Cheflektor des Verlags M tätig.
Schwerpunkte seiner Tätigkeit bilden Ausstellungen zur Kunst, Literatur und Lebenspraxis des 18. bis 20. Jahrhunderts, beispielsweise Kleist. Krise und Experiment (2011), Unser Schadow (2014), Ich. Menzel (2016) und Schönheit der großen Stadt (2018). Als Kurator der Ausstellung Friedrich Gilly. Kubus, Licht und Schatten (2022) gab er auch den zugehörigen Tagungs- und Ausstellungsband heraus. 2021 und 2023 kuratierte er die Kunstausstattung mehrere Amtsräume des Bundespräsidenten Frank-Walter Steinmeier im Schloss Bellevue.
2009 übernahm er als Kurator das auf bürgerliche Wohnkultur der Biedermeierzeit ausgerichtete Museum Knoblauchhaus im Berliner Nikolaiviertel. Unter seiner Ägide entstanden bis heute sieben rekonstruierte Interieurs. Die auf intensiven Archivrecherchen aufbauende Wiederherstellung des Raffaelkabinetts im Einrichtungszustand von 1835 wurde 2019 eröffnet. Eine grundlegende Modernisierung und Neukonzeption des Knoblauchhauses erfolgte bis 2022, unter Einbeziehung eines Schinkel- bzw. eines Humboldt-Kabinetts. Damit in Zusammenhang stehen Forschungen im Archiv des Knoblauchhauses, die u. a. zur Herausgabe der Chronik des Knoblauchhauses von Richard Knoblauch führten. Das Knoblauchhaus entwickelte sich in dieser Zeit zu einem Ausstellungs- und Veranstaltungshaus, das vom Publikum ebenso wie von der  Fachwelt  geschätzt wird.
Mende ist als Gutachter und Autor an verschiedenen Rekonstruktionsprojekten beteiligt, so bei der Wiederherstellung von Schloss Ludwigslust. Er erhielt 2011 und 2018 das Weimar Stipendium der Klassik Stiftung Weimar. 2021 gehörte er dem Thinktank „Wiederaufbau“ der Bundesstiftung Bauakademie an.
Jan Mende ist verheiratet und hat fünf Kinder.

## Schriften (Auswahl)
- (Hrsg.): Friedrich Gilly (1772–1800). Kubus, Licht und Schatten, Ausstellungskatalog und Tagungsband, Museum Knoblauchhaus, Lukas Verlag, Berlin 2023, ISBN 978-3-86732-427-4
- Gebrannte Erde, Zink und Pappe. Bildwerke von der Stange, in: Bernhard Maaz, Birgit Kümmel, Yvette Deseyve (Hrsg.), Kolloquium Skulptur. Auf dem Weg in die Gründerzeit, Rauch-Museum Bad Arolsen 2022, S. 163–174
- (Hrsg.): Richard Knoblauch. Chronik des Knoblauchhauses in Berlin. Aus den Tagebüchern und Akten des Familienarchivs, Lukas Verlag, Berlin 2021, ISBN 978-3-86732-402-1
- Schön behaglich warm. Weimarer Öfen der Goethezeit, Deutscher Kunstverlag, Berlin / München 2021, ISBN 978-3-422-97986-4
- Freiraum für Bürgerrecht. Das Biedermeier hat einen schlechten Ruf. Zu Unrecht. Was sich von der Epoche lernen lässt, in: Der Tagesspiegel, 28. März 2021, S. 21
- Von Berlin nach Amsterdam im Jahr 1828. Das Reiseskizzenbuch des Architekten Eduard Knoblauch, Verlag M, Berlin 2020, ISBN 978-3-939254-52-2
- Dirigismus, Kompromiss und Kooperation. Karl Friedrich Schinkels Zusammenarbeit mit Bildhauern und Kunsthandwerkern, in: Magdalena Bushart, Henrike Haug (Hrsg.), Geteilte Arbeit. Praktiken künstlerischer Kooperation (Interdependenzen. Die Künste und ihre Techniken 5), Köln 2021, S. 129–147
- Ludwig Wichmann, der Dritte im Bunde. Ein Berliner Bildhauer der „klassischen“ 1820er Jahre, in: Der Bär von Berlin, Jahrbuch des Vereins für die Geschichte Berlins, 69. Folge, Berlin 2020, S. 57–80
- mit Paul Spies und Ute Tintemann (Hrsg.): Wilhelm und Alexander von Humboldt. Berliner Kosmos, Wienand Verlag, Köln 2019, ISBN 978-3-86832-553-9
- Blumentisch und Zimmerhecke. Naturalisierte Interieurs der Biedermeierzeit, in: Kathrin Grotz / Patricia Rahemipour (Hrsg.), Geliebt. Gegossen. Vergessen. Phänomen Zimmerpflanze. Ausstellungskatalog, Botanisches Museum Berlin, Berlin 2019, S. 102–105
- Between Staging and Authenticity. The Biedermeier era comes to life in the Knoblauchhaus, Berlin, in: Estuco 3, 2018, Museo Cerralbo/Ministerio de Educación, Cultura y Deporte - España, S. 14–45 (https://www.calameo.com/read/000075335e6d3092d232f)
- Karl Friedrich Schinkel und das Schöne im Alltag. Entwürfe für das preußische Kunstgewerbe, in: www.Goethezeitportal.de, eingestellt am 13. Februar 2018 (http://www.goethezeitportal.de/db/wiss/bildende_kunst/mende_schinkel.pdf)
- „fein sauber und proper“. Das barocke Schloss und sein Dienstpersonal, in: Paul Spies, Peter Schwirkmann, Dominik Bartmann (Hrsg.), Schloss. Stadt. Berlin. Die Residenz rückt in die Mitte (1650–1800), Ausstellungskatalog Stadtmuseum Berlin, Berlin 2016, S. 65–76
- Die Tonwarenfabrik Tobias Chr. Feilner in Berlin. Kunst und Industrie im Zeitalter Schinkels (Kunstwissenschaftliche Studien 178), Deutscher Kunstverlag, Berlin / München 2013, ISBN 978-3-422-07207-7